# Trump International Hotel and Tower (New York)
Pour le gratte-ciel de Chicago, voir Trump International Hotel and Tower (Chicago).
La Trump International Hotel and Tower est un gratte-ciel situé à Manhattan, à New York. 
Il est situé au Columbus Circle, à l'intersection entre la 59e rue, Broadway et la 7e Avenue. Il est ainsi situé en face du Time Warner Center. 
Construit à l'origine en 1969 pour Gulf and Western, il porte le nom du magnat de l'immobilier Donald Trump qui a été payé pour pouvoir utiliser son nom[réf. nécessaire]. Il abrite essentiellement des appartements résidentiels ainsi qu'un hôtel de luxe sur 44 étages. Le bâtiment a une hauteur de 178 mètres.